# Swiss Nanoscience Institute
Das Swiss Nanoscience Institute (SNI) an der Universität Basel ist ein Exzellenzzentrum für Nanowissenschaften und Nanotechnologie in der Nordwestschweiz. Es wurde 2006 auf Initiative des Kantons Aargau und der Universität Basel als Nachfolgeorganisation des Nationalen Forschungsschwerpunkts (NFS) Nanowissenschaften gegründet, um die Ausbildung und Forschung in Nanowissenschaften und der Nanotechnologie in der Nordwestschweiz (Aargau, Basel-Stadt, Basel-Landschaft, Solothurn) weiterzuentwickeln und zu stärken. Die Basis des SNI ist ein interdisziplinäres Netzwerk von Partnerorganisationen und Forschenden, die sich an vom SNI finanzierten grundlagenwissenschaftlichen oder angewandten Forschungsprojekten beteiligen und sich in der Ausbildung von Studierenden und Doktorierenden der Nanowissenschaften an der Universität Basel engagieren.
Zum SNI gehört das Nano Technology Center an der Universität Basel, welches das Nano Imaging Lab und das Nano Fabrication Lab umfasst. Diese beiden Serviceeinheiten bieten Dienstleistungen im Bereich der mikroskopischen Abbildung und Analyse (Elektronenmikroskopie und Rastersondenmikroskopie) und der Nanofabrikation für akademische Institutionen und Industrieunternehmen an.

## Netzwerk
Die Forschenden im SNI-Netzwerk kommen von verschiedenen Departementen der Universität Basel (unter anderem Biomedizin, Biozentrum, Chemie, Pharmazeutische Wissenschaften, Physik, Umweltwissenschaften) sowie der Hochschule für Life Sciences und der Hochschule für Technik der Fachhochschule Nordwestschweiz in Muttenz und Windisch, vom Paul Scherrer Institut, dem Departement Biosysteme der ETH Zürich in Basel, dem Centre Suisse d’Electronique et de Microtechnique (CSEM) in Allschwil und den Technologietransferzentren im Kanton Aargau ANAXAM und Swiss PIC. Zusammenarbeiten im Bereich des Wissens- und Technologietransfers finden daneben mit dem Hightech Zentrum Aargau in Brugg sowie Basel Area Business & Innovation statt.

## Ausbildung
Das SNI organisiert und koordiniert den interdisziplinären Bachelor- und Masterstudiengang Nanowissenschaften an der Universität Basel. Seit 2002 bietet die Universität Basel diese schweizweit einzigartige praxisorientierte Ausbildung an.
Die Studierenden erhalten im Bachelorstudium zunächst eine umfassende Grundausbildung in Biologie, Chemie, Physik und Mathematik. Im Laufe des Studiums gibt es dann ein umfangreiches Wahlprogramm. Schon früh bekommen die Studierenden durch Mitarbeit in verschiedenen Forschungsgruppen einen Einblick in aktuelle Forschungsprojekte und lernen bei Firmenbesuchen verschiedene nanotechnologische Anwendungen kennen.
Im Masterstudium wählen die Studierenden aus den Bereichen Nanobiologie, Medizinische Nanowissenschaften, Nanochemie und Nanophysik ein Vertiefungsfach aus, setzen aber die interdisziplinäre Ausbildung bis zum Erlangen des Masterabschlusses fort. Das Studium soll sie für eine spätere Arbeit an Schnittstellen verschiedener Disziplinen qualifizieren, um so einen Beitrag zur Lösung anstehender gesellschaftlicher Herausforderungen zu leisten.
2012 hat das SNI sein Engagement für Ausbildung mit der Gründung einer Doktorandenschule erweitert. Pro Jahr sind etwa 40 internationale Doktorierende in dieser Schule an der Universität Basel eingeschrieben. Sie werden von je zwei Projektleitenden aus dem SNI-Netzwerk betreut und bearbeiten vor allem nanowissenschaftliche Themen in der Grundlagenforschung. Das SNI-Team möchte dabei den Austausch unter den Doktorierenden fördern, um ihr Verständnis für andere Disziplinen und Themengebiete zu erweitern.

## Forschung und Technologietransfer

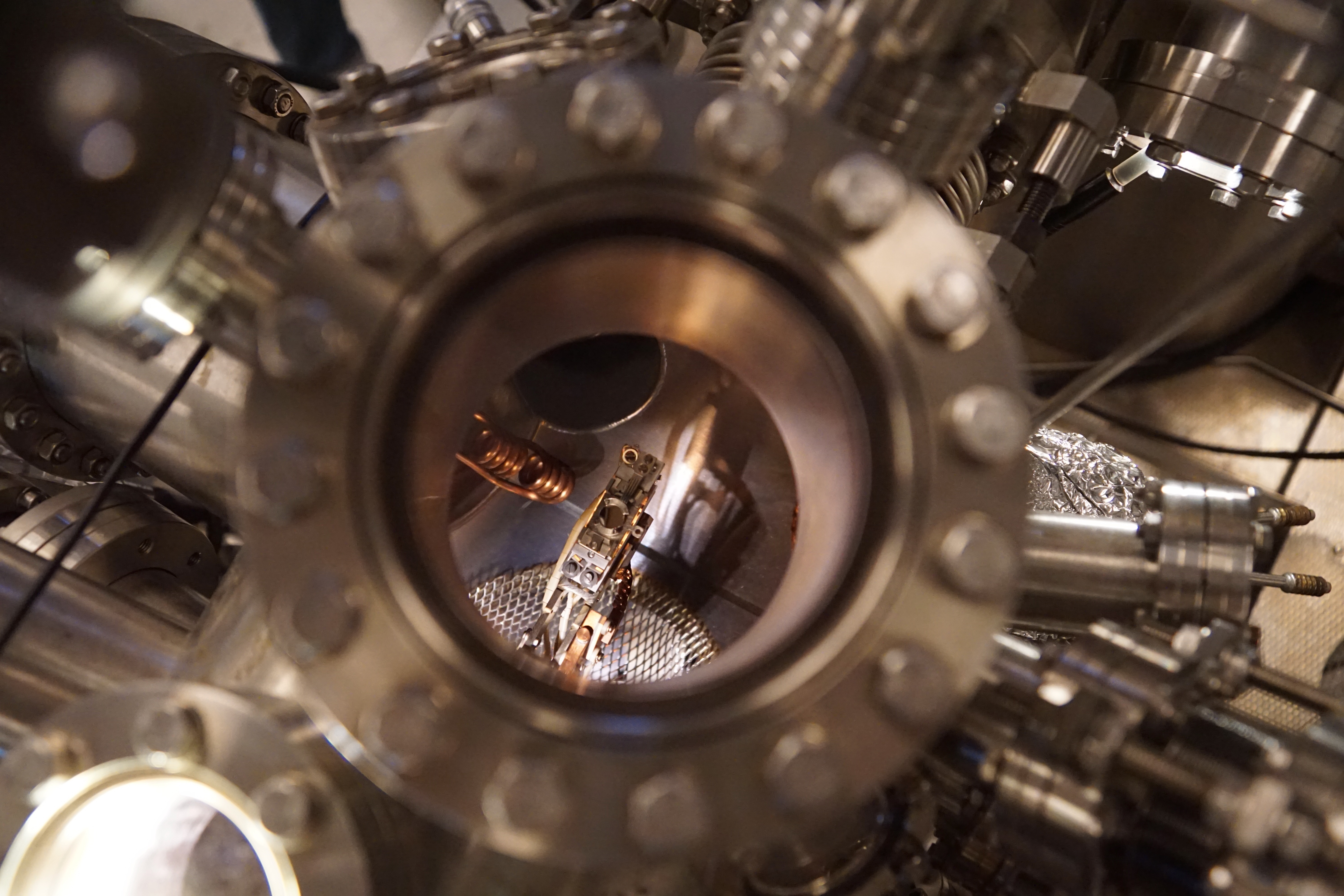
Nanoforschung am SNI: Probe in der Hochvakuumkammer eines Rastersondenmikroskops.

Im Netzwerk des SNI betreiben interdisziplinäre Teams grundlagenwissenschaftliche und angewandte Forschung aus unterschiedlichen Bereichen wie Life Sciences, Medizintechnik, Sensorik, Photonik, Phononik, Materialwissenschaften. Das SNI unterstützt dabei finanziell die beiden Argovia-Professoren Dr. Roderick Lim (Nanobiologie) und Dr. Martino Poggio (Nanomagnetismus, Nanosensorik) sowie drei Titularprofessoren am Paul Scherrer Institut, die an der Universität Basel einen Lehrauftrag besitzen.
Im Rahmen des Nano-Argovia-Programms unterstützt das SNI aktiv den Wissens- und Technologietransfer mit Industrieunternehmen aus der Nordwestschweiz. Jedes Jahr werden etwa zehn angewandte Forschungsprojekte unterstützt, wobei es sich oft um proof-of-concept-Studien handelt. Auch hier liegt der Fokus auf interdisziplinären Projekten, an denen Forschende von mindestens zwei verschiedenen Netzwerkpartnern beteiligt sind. Bis zum Jahr 2023 hat das SNI fast 100 angewandte Forschungsprojekte unterstützt.
Die Zusammenarbeit mit der Industrie wird auch durch das Technologietransferzentrum ANAXAM unterstützt, dessen Gründungsmitglied das SNI ist. Über ANAXAM bekommen Firmen aus der gesamten Schweiz Zugang zu modernen Analysemethoden. Das 2023 gegründete Zentrum Swiss PIC will ihnen insbesondere innovative optische Systeme zugänglich machen.

## Dienstleistungen

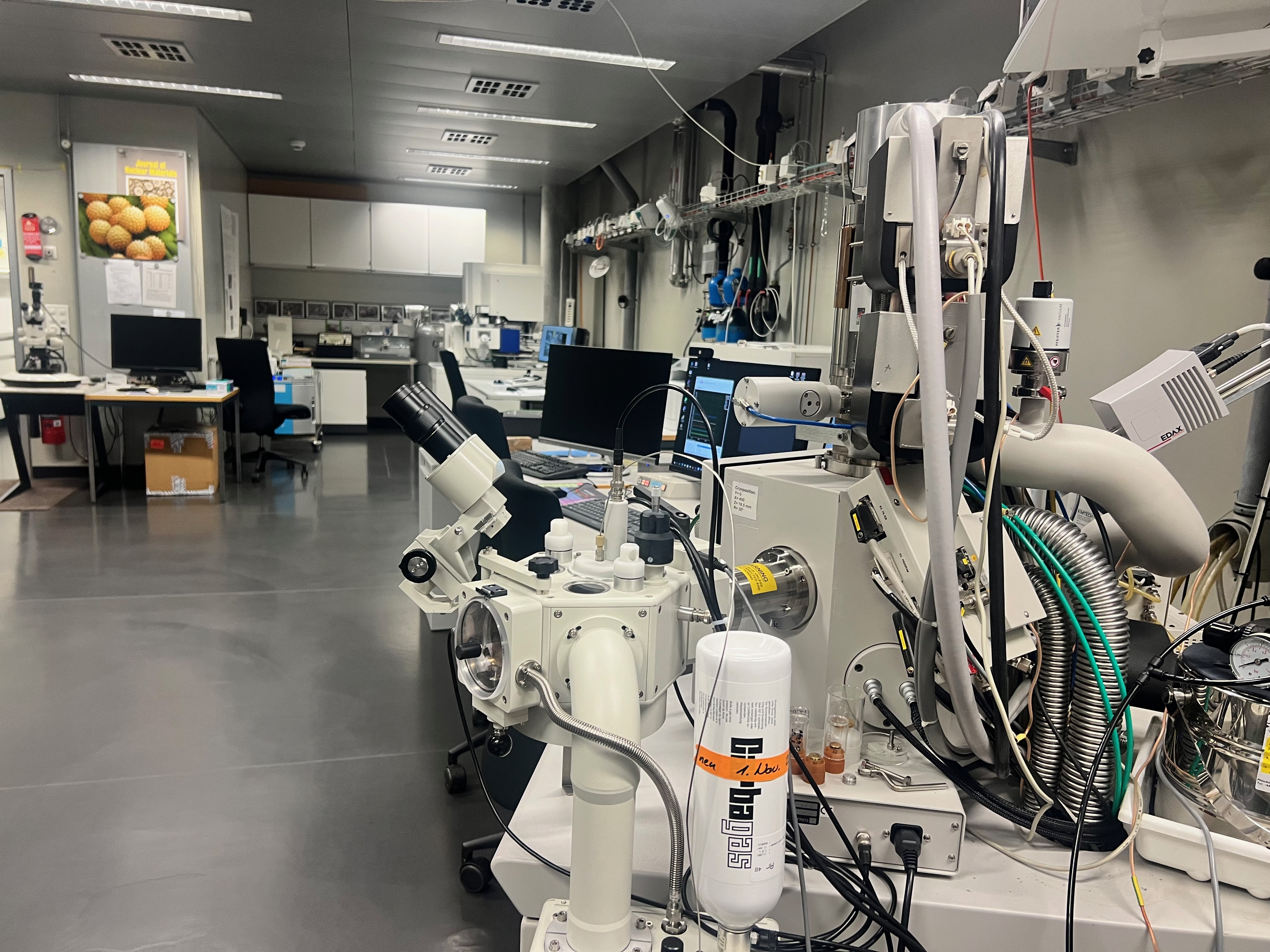
Das Nano Imaging Lab des Swiss Nanoscience Institute

Partnern aus Akademie und Industrie steht das SNI für verschiedene Dienstleistungen zur Verfügung. Seit 2016 gehört das Nano Imaging Lab (NI Lab) zum SNI und bietet einen umfassenden Service im Bereich der Abbildung und Analyse von Oberflächen an. Im Jahr 2022 kam mit dem Nano Fabrication Lab (NF Lab) eine zweite Serviceeinheit dazu, die Dienstleistungen auf dem Gebiet der Nanofabrikation anbietet.

## Organisation
Das SNI wird von einem Exekutivkomitee geführt, zu dem der Direktor des SNI, Professorinnen und Professoren der Netzwerkpartner sowie die SNI-Geschäftsführerin gehören. Das Exekutivkomitee stellt die Kommunikation mit den Netzwerkpartnern sicher, beschliesst die Verteilung der finanziellen Mittel und legt dem obersten Aufsichtsorgan, dem Argovia-Ausschuss, Rechenschaft ab. Das Komitee ist zudem verantwortlich für die Einhaltung universitärer Richtlinien und vertraglicher Vereinbarungen mit dem Kanton Aargau.
Die laufenden Geschäfte werden durch das SNI-Management geregelt. Um die wissenschaftliche Diskussion anzuregen und den wissenschaftlichen Fortschritt zu überwachen, treffen sich die SNI-Mitglieder beim Annual Meeting und bei anderen vom SNI organisierten Veranstaltungen.
Zum SNI gehören alle an SNI-Projekten beteiligten Projektleiterinnen und Projektleiter, alle Doktorierenden, die Mitarbeitenden des Nano Technology Centers sowie das SNI-Management und freiwillige Mitglieder. Ende 2022 hatte das SNI 166 Mitglieder. Das SNI wurde 2006 bis 2022 von Christian Schönenberger als Direktor geleitet. Im August 2022 hat Martino Poggio die Führung übernommen.

## Öffentlichkeitsarbeit
Das SNI-Team ist in der Öffentlichkeitsarbeit und im Outreach aktiv, um allgemein über Nanowissenschaften zu informieren, die Faszination für Naturwissenschaften zu wecken und einem breiten Publikum Forschungsarbeit näher zu bringen. Dazu stellt das Institut beispielsweise Besucherprogramme und Workshops für Schulklassen zusammen, ist auf Wissenschaftsmessen vertreten und bietet eine Vielzahl von Materialien wie zum Beispiel Anleitungen für Experimente zum selbst machen.